# 梁璧堂
梁璧堂（—1931年11月19日），河北肥乡县人，曾任江苏航空队飞航员、航空署飞航员、东北飞豹队队员、中国航空公司京平线副飞行师，1931年11月19日因飞机失事罹难。

## 生平
梁璧堂出生于直隶省广平府肥乡县（今河北省邯郸市肥乡区），毕业于保定军官学校。1921年春，由南苑航空学校改制而来的南苑航空教练所招收学员，是为南苑航校第三期学员，梁璧堂随该批学员入学。1923年夏，第三期学员毕业。举行毕业典礼时，大总统黎元洪亲临会场。并颁发毕业证书。曾任江苏航空队飞航员、航空署飞航员、东北飞豹队队员、中国航空公司京平线副飞行师。

## 空难去世
1931年11月19日，梁璧堂作为副驾驶，与驾驶员王贯一执飞中国航空公司京平线“济南号”邮政飞机，从南京飞北平南苑机场，机上除40磅2000多封信件外，还搭乘有1名乘客，即著名诗人徐志摩。“济南号”邮政飞机是一架史汀生“底特律人”（Stinson Detroiter）SM-1F型单发动机六座上单翼飞机，由美国史汀生飞机联合公司制造。当飞机飞到济南党家庄上空一带时遇到大雾，降低飞行高度目视寻觅航线时不慎撞上济南长清开山山顶，飞机失事坠毁，包括飞行师王贯一、副机师梁璧堂和乘客徐志摩在内的机上全部三人均不幸罹难。

## 备注
1. ↑  根据其1931年去世时三十六岁[1]，应出生于1895年左右